# Loner
"Loner" es una canción de la banda británica Black Sabbath. Es el tercer sencillo del álbum 13, el primero siendo "God Is Dead?", seguido por "End of the Beginning". Fue incluida en el álbum en directo Live... Gathered In Their Masses.

## Personal

### Versión de Estudio
- Ozzy Osbourne – voz
- Tony Iommi – guitarra
- Geezer Butler – bajo
- Brad Wilk – batería

### Versión en Directo
- Ozzy Osbourne – voz
- Tony Iommi – guitarra
- Geezer Butler – bajo
- Tommy Clufetos – batería